# Bruno Söderström

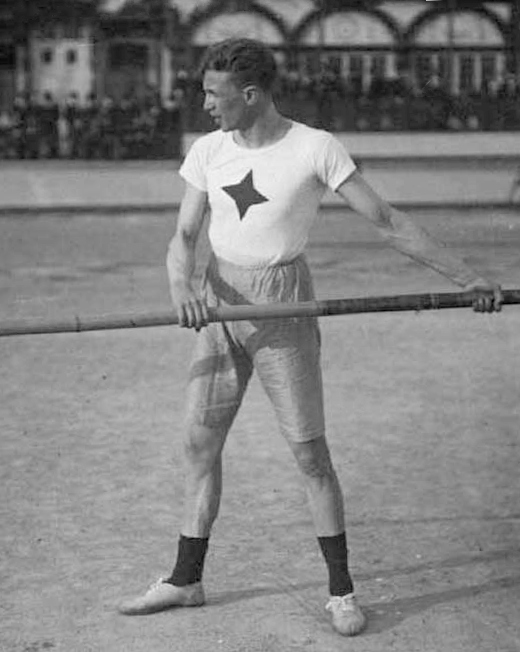
Bruno Söderström

Bruno Söderström (28 de octubre de 1881 - 1 de enero de 1969) fue un atleta sueco que compitió principalmente en el lanzamiento de jabalina en estilo libre y salto con pértiga.
Compitió para Suecia en los Juegos Olímpicos intercalados de 1906 en Atenas, Grecia, en el salto con pértiga, donde ganó la medalla de plata. También compitió en el lanzamiento de jabalina al estilo libre, donde ganó la medalla de bronce.
Dos años más tarde regresó a los Juegos Olímpicos de 1908, celebrados en Londres, Gran Bretaña, en la competencia de salto con pértiga, pero solo logró ganar la medalla de bronce.